# Brigitte Hamann (Astrologin)
Brigitte Hamann (* 20. März 1951 in Nürnberg) ist eine deutsche Astrologin, Lebensberaterin und Autorin.
Neben dem Studium romanischer Sprachen absolvierte sie psychologische Aus- und Fortbildungen in
Transaktionsanalyse, NLP und körperorientierten Therapieverfahren. Sie arbeitet seit 1986 auf dem Gebiet der Astrologie und Lebensberatung. Von 1990 bis 2001 leitete sie gemeinsam mit Michael Roscher die Schule für transpersonale Astrologie.
Im Jahre 2002 gründete sie die Akademie für entwicklungsorientierte Astrologie in Köln, an der sie ihre Methode unterrichtete. Heute lebt sie in Rottenburg am Neckar.

## Veröffentlichungen
- Die zwölf Archetypen. Droemer Knaur, München 1991, ISBN 3-426-04253-3
- Lebensmuster. Ed. Astrodata, Wettswil 1994, ISBN 3-907029-41-0
- Grundmuster der Liebe. Droemer Knaur, München 1997, ISBN 3-426-86154-2
- Ihr Lebensziel – Die IC/MC-Achse und der Lebenssinn im Horoskop. Chiron Verlag, 2002, ISBN 978-3-925100-73-4
- Die Achse der Bestimmung – Motive des Lebenswegs im Horoskop. Astronova Verlag, Tübingen, 2004, ISBN 978-3-937077-06-2
- Entwicklungsorientierte Astrologie, gemeinsam mit Harald Krüger, Chiron-Verlag, Tübingen 2004, ISBN 3-89997-114-0
- Chiron – Brennpunkt für besondere Fähigkeiten. Astronova Verlag, Tübingen, 2005, ISBN 978-3-937077-15-4
- Das innere Kind im Horoskop. Chiron-Verlag, Tübingen 2006, ISBN 3-89997-135-3 (Taschenbuch Knaur-Verlag, 2009)
- Reise zum Lebensziel. Goldmann Arkana, München 2006, ISBN 3-442-21756-3
- Häuser und Häuserherrscher. Astronova Verlag, Tübingen 2007, ISBN 978-3-937077-26-0
- Die Deutung des Solars: Ein altes Thema in neuem Licht. Astronova Verlag, Tübingen 2008, ISBN 978-3-937077-33-8
- Haarausfall natürlich heilen. Kopp-Verlag, Rottenburg 2009, ISBN 978-3-942016-06-3
- Das Geheimnis der Wunscherfüllung. Was Sie wirklich wollen und wie Sie es bekommen können. Kopp-Verlag, Rottenburg 2011, ISBN 978-3-942016-51-3
- I Ging: wie Sie das Orakel als persönlichen Ratgeber und Wegbegleiter nutzen können. Kopp-Verlag, Rottenburg 2011, ISBN 978-3-86445-003-7
- Tinnitus natürlich heilen. Kopp-Verlag, Rottenburg 2011, ISBN 978-3-86445-016-7
- Wie Sie Ihre Selbstheilungskräfte aktivieren. Kopp-Verlag, Rottenburg 2012